# كور سعيد عوض
كور سعيد عوض هو شاعر يمني. ولد عام 1940 في جعار في محافظة أبين. تلقى تعليمه في مسقط رأسه. عمل في سلك التدريس عام 1958. وسافر للدراسة عام 1963 إلى مصر. اهتم بالشعر في سن مبكرة، وكتب القصيدة الغنائية والشعر العربي الفصيح. غنى له بعض الفنانين اليمنيين. وبعد عودته من مصر، اهتم بالموسيقى وأنشأ فرقة موسيقية شعبية. اشتهر بالقصائد الجماهيرية والأناشيد الحماسية الثورية. وهو عضو في اتحاد الأدباء والكتاب اليمنيين. صدر له ديوان شعر يضم معظم قصائده، وصدرت له كذلك بحوث عن الشعر الشعبي في محافظة أبين.